# Lecture Notes in Mathematics
Lecture Notes in Mathematics es una serie de libros en el campo de las matemáticas, que incluye artículos relacionados tanto con la investigación como con la docencia. Fue creado en 1964 y editado por A. Dold, Heidelberg y B. Eckmann, Zürich. Su editor es Springer Science+Business Media (anteriormente Springer-Verlag).
La intención de la serie es publicar no sólo notas de conferencias, sino también resultados de seminarios y conferencias, más rápidamente que el proceso de varios años de publicación de artículos de revistas de matemáticas pulidos. Para acelerar el proceso de publicación, los primeros volúmenes de la serie (antes de la publicación electrónica) se reprodujeron fotográficamente a partir de manuscritos mecanografiados. Según Earl Taft, ha tenido "un enorme éxito" y "se considera un servicio muy valioso para la comunidad matemática". 
En 2023, la serie tiene más de 2300 volúmenes.